# Fritz Weidemann

Fritz Weidemann auf der Photochemie-Starpostkarte K. 1661

Friedrich „Fritz“ Carl Woldemar Weidemann (* 10. Maijul. / 22. Mai 1886greg. in Riga; † 5. März 1953 in Berlin) war ein deutscher Theater- und Stummfilmschauspieler und Drehbuchautor.

## Leben und Wirken
Weidemann, ein Sohn des Mechanikers Robert Weidemann und dessen Frau Leontine, geb. Niggel, war ab 1902 an verschiedenen Provinzbühnen engagiert, ehe er 1910 nach Berlin verpflichtet wurde. Dort stieß er zum Stummfilm. Nach seinem Debüt mit einem Tonbild spielte der Deutschbalte 1912/13 in mehreren Filmen von Urban Gad mit Asta Nielsen, war 1913 in Stellan Ryes Gruselklassiker Der Student von Prag mit Paul Wegener zu sehen und 1916 auch in einem Film mit Henny Porten unter der Regie von Rudolf Biebrach.
Im Februar des gleichen Jahres hatte Weidemann die Oto Film GmbH gegründet. Er produzierte den Film Dschihad und führte gleichzeitig Regie. Nach eigenen Angaben zeichnete er zudem für mehrere Produktionen als Drehbuchautor verantwortlich, deren Titel jedoch nicht zu ermitteln sind. Der Carl-Auen-Krimi Das Tagebuch des Apothekers Warren von 1918, in dem er zusammen mit Lori Leux und Erner Hübsch vor der Kamera stand, ist der letzte von ihm bekannte Film.
In den 1920er-Jahren hielt er sich mit dem Verfassen von Propagandaschriften und Liedtexten über Wasser. Nach der NS-Machtergreifung versuchte das NSDAP-Mitglied Weidemann, wieder in der Filmwirtschaft unterzukommen, was ihm jedoch misslang. Schließlich verlegte er sich ganz auf kaufmännische Tätigkeiten und führte zuletzt eine Gaststätte. Er starb 1953 im Dominikus-Krankenhaus in Berlin-Hermsdorf.
Von 1925 bis zu seinem Tod war Fritz Weidemann mit der Sängerin Gertrud Meißner verheiratet.

## Filmografie
- 1911: Die keusche Susanne (= Susann, Susann, du hast mir’s angetan)
- 1912: Zu Tode gehetzt
- 1912: Der Totentanz
- 1912: Wenn die Maske fällt
- 1913: Komödianten
- 1913: Jugend und Tollheit
- 1913: Die Sünden der Väter
- 1913: Die Filmprimadonna
- 1913: Der Student von Prag
- 1913: Alt-Heidelberg, Du feine …
- 1915: Das große Schweigen
- 1916: Wer ist Moroly?
- 1916: Dschihad, der heilige Krieg (Regie, Produzent)
- 1916: Der unsichtbare Mensch (Produzent)
- 1916: Frauen, die sich opfern
- 1918: Das Tagebuch des Apothekers Warren